# Cape Town Spurs FC
Cape Town Spurs FC, tot oktober 2020 spelend onder de naam Ajax Cape Town (Afrikaans: Ajax Kaapstad) is een Zuid-Afrikaanse voetbalclub uit Kaapstad. Het was een satellietclub van AFC Ajax. De thuiswedstrijden vinden plaats in het Groenpuntstadion dat de club sinds 2016 deelt met Cape Town City FC.
De club is ontstaan in 1999 door een fusie van Seven Stars, dat in 1998 naar het hoogste niveau gepromoveerd was, en Cape Town Spurs. Ajax breidde zo haar netwerk uit om talenten op te sporen uit Zuid-Afrika. Steven Pienaar, Stanton Lewis, Daylon Claasen, Eyong Enoh, Thulani Serero en Lassina Traoré maakten daadwerkelijk een overstap naar Amsterdam. Voor de fusie had Ajax al Benni McCarthy van Seven Stars gecontracteerd.
In 2018 degradeerde de club voor het eerst uit de Premier Soccer League nadat de club zeven punten in mindering gekregen had vanwege het meespelen van de Zimbabwaan Tendai Ndoro. Ndoro was, tegen de FIFA-regels in, in het seizoen 2017/18 voor drie clubs in actie gekomen. In eerste instantie vocht Ajax Cape Town deze beslissing succesvol aan, maar verloor in een beroepszaak.
Eind september 2020 deed Ajax haar meerderheidsbelang in Ajax Cape Town over aan de groep rond voorzitter Ari Efstathiou die al 49% van de aandelen had. De club diende een verzoek in tot wijziging in Cape Town Spurs. Dit verzoek werd op 8 oktober goedgekeurd door de bond en direct doorgevoerd.

## Erelijst
- Telkom Knockout[3]  (2x)

2000, 2008
- Nedbank Cup  (1x)

2007  (ABSA Cup) 
- Manguang Cup  (2x)

2007, 2008
- MTN 8  (1x)

2015

## Eindklasseringen
| Seizoen   | №  | Clubs | Divisie          | Duels | Winst | Gelijk | Verlies | Doelsaldo | Punten |
| --------- | -- | ----- | ---------------- | ----- | ----- | ------ | ------- | --------- | ------ |
| 1999–2000 | 4  | 18    | NSL Premiership  | 34    | 15    | 8      | 11      | 43–39     | 53     |
| 2000–2001 | 11 | 18    | NSL Premiership  | 34    | 10    | 10     | 14      | 37–46     | 40     |
| 2001–2002 | 14 | 18    | NSL Premiership  | 34    | 11    | 8      | 15      | 39–42     | 41     |
| 2002–2003 | 13 | 16    | NSL Premiership  | 30    | 9     | 6      | 15      | 31–44     | 33     |
| 2003–2004 | 2  | 16    | NSL Premiership  | 30    | 17    | 6      | 7       | 42–25     | 57     |
| 2004–2005 | 6  | 16    | NSL Premiership  | 30    | 11    | 8      | 11      | 31–39     | 41     |
| 2005–2006 | 11 | 16    | NSL Premiership  | 30    | 8     | 11     | 11      | 40–42     | 35     |
| 2006–2007 | 4  | 16    | NSL Premiership  | 30    | 13    | 8      | 9       | 34–26     | 47     |
| 2007–2008 | 2  | 16    | NSL Premiership  | 30    | 14    | 10     | 6       | 44–27     | 52     |
| 2008–2009 | 7  | 16    | ABSA Premiership | 30    | 13    | 7      | 10      | 36–34     | 46     |
| 2009–2010 | 7  | 16    | ABSA Premiership | 30    | 11    | 9      | 10      | 27–29     | 42     |
| 2010–2011 | 2  | 16    | ABSA Premiership | 30    | 18    | 6      | 6       | 50–36     | 60     |
| 2011–2012 | 9  | 16    | ABSA Premiership | 30    | 11    | 7      | 12      | 42–49     | 40     |
| 2012–2013 | 14 | 16    | ABSA Premiership | 30    | 7     | 10     | 13      | 34–46     | 31     |
| 2013–2014 | 12 | 16    | ABSA Premiership | 30    | 9     | 8      | 13      | 27–36     | 35     |
| 2014–2015 | 5  | 16    | ABSA Premiership | 30    | 12    | 8      | 10      | 34–35     | 44     |
| 2015–2016 | 10 | 16    | ABSA Premiership | 30    | 9     | 10     | 11      | 34–41     | 37     |

## Trainer-coaches
- Leo van Veen (1999–00)
- Henk Bodewes (2000–01)
- Steve Haupt en  John Lathan (2000-01, a.i.)
- John Lathan (2001, a.i.)
- Rob McDonald (2001–02)
- Gordon Igesund (2002–06)
- Muhsin Ertuğral (2006–07)
- Craig Rosslee (2007–09)
- Muhsin Ertuğral en  Jan Pruijn (2009, a.i.)
- Foppe de Haan (2009–11)
- Maarten Stekelenburg (2011–12)
- Wilfred Mugeyi en  Jan Pruijn (2012, a.i.)
- Jan Versleijen (2013)
- Muhsin Ertuğral (2013–14)
- Ian Taylor (2014)
- Roger De Sá (2014–16)
- Stanley Menzo (2016–17)
- Muhsin Ertuğral (2017-18)
- Andries Ulderink (2018-20)
- Calvin Marlin (2020 a.i.)
- Vladislav Herić (2020-2021)
- Ian Taylor
- Dylan Deane (2021-heden)

## Bekende (oud-)spelers
Zuid-Afrikanen
- Rivaldo Coetzee
- Daylon Claasen
- Travis Graham
- Mosa Lebusa
- Stanton Lewis
- Benni McCarthy
- Steven Pienaar
- Thulani Serero
- Siboniso Gaxa
- Tashreeq Matthews

Nederlanders
- Istvan Bakx
- Rolf de Boer
- Geert Brusselers
- Nick Hengelman
- Koen van de Laak
- Jeremy Overbeek Bloem
- Marciano Vink
- Thomas Verhaar
- Hans Vonk*
- Sander Westerveld

Overige
- Dikilu Bageta
- Eyong Enoh
- John Obi Mikel
- Russel Mwafulirwa

(*) Hans Vonk is een Nederlander met een Zuid-Afrikaans paspoort.